# Kleinbösingen
Kleinbösingen (franska: Petit-Bassens) är en ort och kommun i distriktet Lac i kantonen Fribourg, Schweiz. Kommunen hade 705 invånare (2023).